# Tapeinidium biserratum
Tapeinidium biserratum là một loài dương xỉ trong họ Lindsaeaceae. Loài này được Alderw. mô tả khoa học đầu tiên năm 1917.